# Kulturarbetare
En kulturarbetare är en person som är yrkesmässigt verksam som exempelvis författare, konstnär, poet, dirigent, skådespelare, musiker, estradör, arrangör, regissör, dansare, kompositör, scenograf, tekniker målare, upptecknare, koreograf, skulptör  eller inom någon annan konstform. En kulturarbetare kan vara anställd eller bedriva sin verksamhet i form av en enskild firma, aktiebolag eller annan bolagsform.
Konstnärsnämnden och Sveriges författarfond har gemensamt definierat en kulturarbetare som en person som
- ägnar sig åt skapande eller annat konstnärligt arbete,
- är yrkeskunniga inom sitt område,
- ägnar sig yrkesmässigt åt konstnärligt arbete.

Att falla inom definitionen av en kulturarbetare kan ha betydelse för möjligheten att motta konstnärsstöd eller olika stipendier. Även skatteverket har särskilda regler för näringsidkare som definieras som kulturarbetare.